# ام‌جی رودریگز

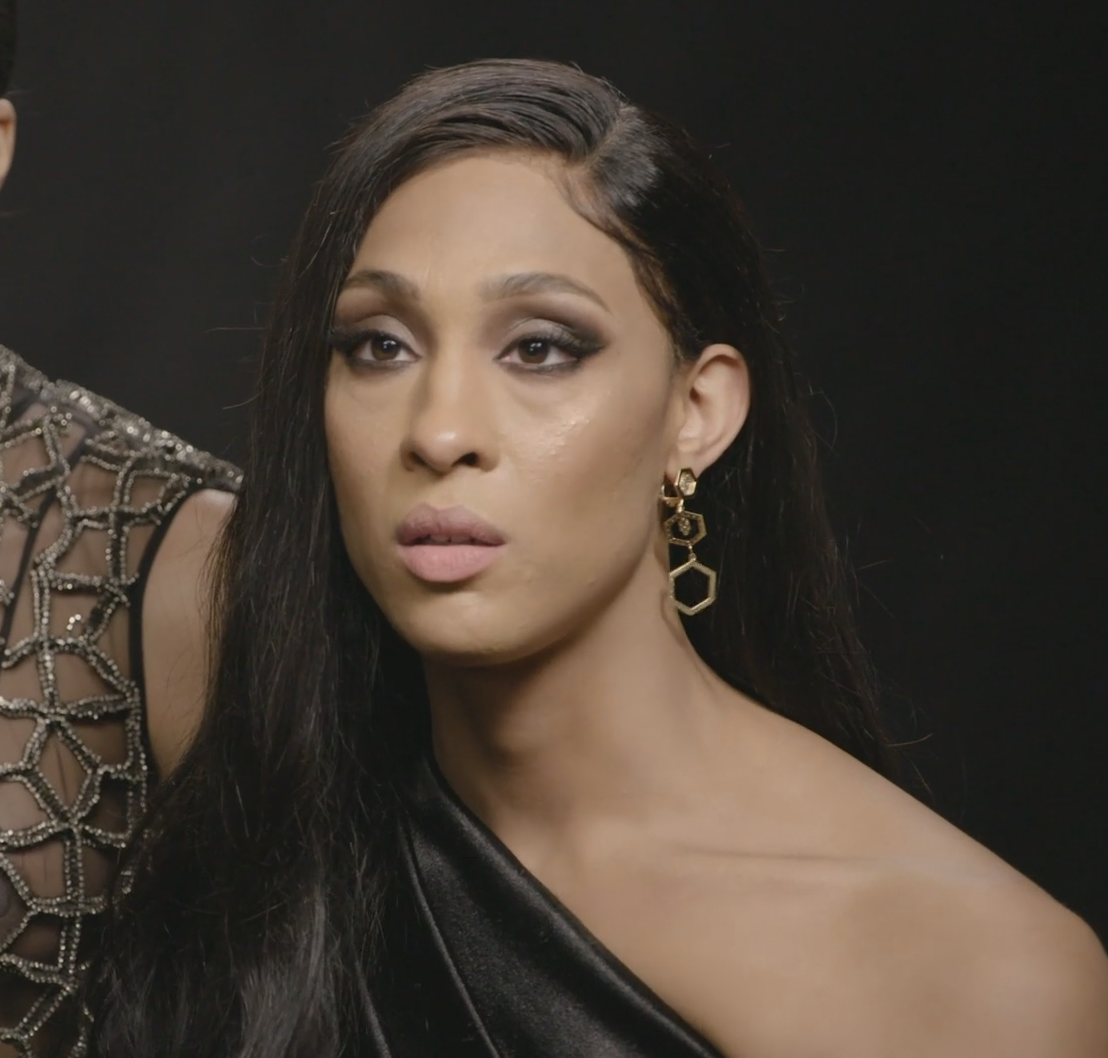

میکائلا جی «ام‌جی» رودریگز (به انگلیسی: Mj Rodriguez) (زاده ۷ ژانویهٔ ۱۹۹۱ متولد نیوجرسی) بازیگر، خواننده تراجنسیتی آمریکایی است.
رودریگز به عنوان نخستین فرد تراجنسیتی در سال ۲۰۲۲ برنده جایزه بهترین بازیگر زن گلدن گلوب شد. این بازیگر به خاطر بازی در مجموعه تلویزیونی ژست (Pose) برنده جایزه بهترین بازیگر زن در مجموعه‌های درام شد. خانم رودریگز پس از برنده شدن این جایزه در صفحه اینستاگرام خود نوشت: «خدای من… وای… متشکرم، مطمئنم این جایزه باعث باز شدن درها به روی بسیاری از استعدادهای دیگر خواهد شد.»
میکائلا جی رودریگز، از سال ۲۰۱۲ کار بازیگری را شروع کرده و پس از طی مراحل تطبیق جنسیت در سال ۲۰۱۶ فعالیت بازیگری خود را به عنوان یک زن ترنس ادامه داد، او با ایفای نقش بلانکا اونجلیستا در مجموعه تلویزیونی ژست که پخش آن از سال ۲۰۱۷ آغاز شده، به شهرت رسید.
او در مجموعه‌های لوک کیج و ژست بازی کرده‌است.